# Vincent Enyeama
Vincent Enyeama (Aba, 29 agosto 1982) è un ex calciatore nigeriano, di ruolo portiere.
Occupa la seconda posizione nella classifica tra i primatisti di presenze con la Nigeria con 101 partite disputate, a pari merito con Joseph Yobo.
Assieme a Marco Amelia, Andrés Palop, Peter Schmeichel, Gilbert Bodart, Jury Žaŭnoŭ e Ivan Provedel rientra nella ristretta cerchia di portieri che sono riusciti a realizzare una rete su azione in Coppa UEFA/UEFA Europa League.

## Carriera

### Club
Vincent Enyeama iniziò a giocare nell'Ibom Stars, in Nigeria, nel 1999. Nel 2001 si trasferì all'Enyimba, cui rimase legato fino al 2004, vincendo la Champions League africana nel 2003 e 2004.
Nell'estate del 2004 firmò un accordo con l'Iwuanyanwu Nationale, per poi trasferirisi in Israele. Disputò due stagioni con il Bnei Yehuda Tel Aviv, raggiungendo nel corso della prima annata la finale di Coppa di Stato e il quarto posto in campionato, quindi la qualificazione per la Coppa UEFA 2006-2007.
Nel 2007 passò all'Hapoel Tel Aviv, squadra con la quale vinse il campionato israeliano e la Coppa di Stato nella stagione 2009-2010. Nell'annata seguente segnò un gol su calcio di rigore in Champions League contro i francesi del Lione.

### Lilla
Dopo aver attirato l’attenzione di vari club europei, il 1º luglio 2011 fu acquistato dal Lilla, campione di Francia in carica.
Durante la prima stagione fu impiegato come riserva del portiere titolare Mickaël Landreau, motivo per cui non riescì a debuttare in Ligue 1, collezionando solo presenze in Coppa di Francia e in campo europeo.
Alla termine della prima annata in Alta Francia, fu ceduto in prestito al Maccabi Tel Aviv, rivale del suo ex club israeliano.
Vinse così un secondo titolo nazionale, rientrando a Lilla al termine della stagione. Con il nuovo allenatore René Girard ottenne il ruolo di portiere titolare, preferito a Steeve Elana.
Nel 2013-2014, complice l'ottimo debutto incampionato dei mastini, mantenne la porta inviolata per 1106 minuti: dal primo minuto della 6ª giornata contro il Sochaux alla rete di Landry N'Guémo, realizzata al 27º minuto della 17ª giornata. Tale periodo di imbattibilità valse a Vincent Enyeama il secondo posto nella relativa classifica, davanti a Salvatore Sirigu e dietro a Gaëtan Huard.
Il 18 settembre 2014 esordì con la maglia del Lilla in Europa League nel pareggio per 1 a 1 contro il Krasnodar.
Con i francesi disputò complessivamente 160 gare in sei stagioni, lasciando il club nel 2018.
Il 26 giugno 2020, dopo quasi due stagioni da svincolato, annunciò il proprio ritiro dal calcio giocato.

### Nazionale
Vincent Enyeama partecipò ai Mondiali 2002 come riserva di Ike Shorunmu, disputando solo una partita durante la competizione. Dopo il suo ritiro, fu promosso al ruolo di titolare, difendendo la porta della nazionale nigeriana dal 2004 al 2016. Fu protagonista, in particolare, di ottime prestazioni ai Mondiali 2010. Nel 2013 vinse la Coppa d'Africa in Sudafrica e partecipò alla Confederations Cup in Brasile.

## Statistiche

### Presenze e reti nei club
| Stagione               | Squadra                | Campionato             | Campionato | Campionato | Coppe nazionali | Coppe nazionali | Coppe nazionali | Coppe continentali | Coppe continentali | Coppe continentali | Altre coppe | Altre coppe | Altre coppe | Totale | Totale  |
| Stagione               | Squadra                | Comp                   | Pres       | Reti       | Comp            | Pres            | Reti            | Comp               | Pres               | Reti               | Comp        | Pres        | Reti        | Pres   | Reti    |
| ---------------------- | ---------------------- | ---------------------- | ---------- | ---------- | --------------- | --------------- | --------------- | ------------------ | ------------------ | ------------------ | ----------- | ----------- | ----------- | ------ | ------- |
| 2005-2006              | Bnei Yehuda            | LhA                    | 26         | -31        | CI              | 3               | -2              | -                  | -                  | -                  | -           | -           | -           | 29     | -33     |
| 2006-2007              | Bnei Yehuda            | LhA                    | 30         | -43        | CI              | 0               | 0               | CU                 | 2                  | -6                 | -           | -           | -           | 32     | -49     |
| Totale Bnei Yehuda     | Totale Bnei Yehuda     | Totale Bnei Yehuda     | 56         | -74        |                 | 3               | -2              |                    | 2                  | -6                 |             | -           | -           | 61     | -82     |
| 2007-2008              | Hapoel Tel Aviv        | LhA                    | 0          | 0          | CI              | 0               | 0               | CU                 | 8                  | -8                 | -           | -           | -           | 8      | -8      |
| 2008-2009              | Hapoel Tel Aviv        | LhA                    | 0          | 0          | CI              | 0               | 0               | CU                 | 6                  | -4                 | -           | -           | -           | 4      | -4      |
| 2009-2010              | Hapoel Tel Aviv        | LhA                    | 24         | -17; 5     | CI              | 5               | -1              | UEL                | 12                 | -15; 1             | -           | -           | -           | 41     | -33; 6  |
| 2010-2011              | Hapoel Tel Aviv        | LhA                    | 29         | -27        | CI              | 5               | -9              | UCL                | 10                 | -15; 2             | -           | -           | -           | 44     | -51; 2  |
| Totale Hapoel Tel Aviv | Totale Hapoel Tel Aviv | Totale Hapoel Tel Aviv | 53         | -44; 5     |                 | 10              | -10             |                    | 36                 | -42; 3             |             | -           | -           | 99     | -96; 8  |
| 2011-2012              | Lilla                  | L1                     | 0          | 0          | CF+CdL          | 0+2             | -3              | UCL                | 1                  | -1                 | SF          | 0           | 0           | 3      | -4      |
| 2012-2013              | Maccabi Tel Aviv       | LhA                    | 19         | -17        | CI              | 8               | -7              | -                  | -                  | -                  | -           | -           | -           | 27     | -24     |
| 2013-2014              | Lilla                  | L1                     | 38         | -26        | CF+CdL          | 0+0             | 0               | -                  | -                  | -                  | -           | -           | -           | 38     | -26     |
| 2014-2015              | Lilla                  | L1                     | 34         | -33        | CF+CdL          | 0+3             | -2              | UCL+UEL            | 3+6                | -4 + -9            | -           | -           | -           | 46     | -48     |
| 2015-2016              | Lilla                  | L1                     | 35         | -24        | CF+CdL          | 0+4             | -3              | -                  | -                  | -                  | -           | -           | -           | 39     | -27     |
| 2016-2017              | Lilla                  | L1                     | 32         | -40        | CF+CdL          | 0+0             | 0               | UEL                | 2                  | -2                 | -           | -           | -           | 34     | -42     |
| 2017-2018              | Lilla                  | L1                     | 0          | 0          | CF+CdL          | 0+0             | 0               | -                  | -                  | -                  | -           | -           | -           | 0      | 0       |
| Totale Lilla           | Totale Lilla           | Totale Lilla           | 139        | -123       |                 | 9               | -8              |                    | 12                 | -16                |             | 0           | 0           | 160    | -147    |
| Totale carriera        | Totale carriera        | Totale carriera        | 267        | -184; 5    |                 | 30              | -27             |                    | 50                 | -64; 3             |             | 0           | 0           | 347    | -349; 8 |

### Cronologia presenze e reti in nazionale
| Cronologia completa delle presenze e delle reti in nazionale ― Nigeria | Cronologia completa delle presenze e delle reti in nazionale ― Nigeria | Cronologia completa delle presenze e delle reti in nazionale ― Nigeria | Cronologia completa delle presenze e delle reti in nazionale ― Nigeria | Cronologia completa delle presenze e delle reti in nazionale ― Nigeria | Cronologia completa delle presenze e delle reti in nazionale ― Nigeria | Cronologia completa delle presenze e delle reti in nazionale ― Nigeria | Cronologia completa delle presenze e delle reti in nazionale ― Nigeria |
| Data                                                                   | Città                                                                  | In casa                                                                | Risultato                                                              | Ospiti                                                                 | Competizione                                                           | Reti                                                                   | Note                                                                   |
| ---------------------------------------------------------------------- | ---------------------------------------------------------------------- | ---------------------------------------------------------------------- | ---------------------------------------------------------------------- | ---------------------------------------------------------------------- | ---------------------------------------------------------------------- | ---------------------------------------------------------------------- | ---------------------------------------------------------------------- |
| 4-5-2002                                                               | Lagos                                                                  | Nigeria                                                                | 3 – 0                                                                  | Kenya                                                                  | Amichevole                                                             | -                                                                      |                                                                        |
| 18-5-2002                                                              | Londra                                                                 | Nigeria                                                                | 1 – 0                                                                  | Giamaica                                                               | Amichevole                                                             | -                                                                      |                                                                        |
| 12-6-2002                                                              | Osaka                                                                  | Nigeria                                                                | 0 – 0                                                                  | Inghilterra                                                            | Mondiali 2002 - 1º turno                                               | -                                                                      |                                                                        |
| 8-9-2002                                                               | Luanda                                                                 | Angola                                                                 | 0 – 0                                                                  | Nigeria                                                                | Qual. Coppa d'Africa 2004                                              | -                                                                      |                                                                        |
| 12-10-2002                                                             | Dakar                                                                  | Senegal                                                                | 2 – 2                                                                  | Nigeria                                                                | Amichevole                                                             | -2                                                                     |                                                                        |
| 20-11-2002                                                             | Lagos                                                                  | Nigeria                                                                | 0 – 0                                                                  | Uganda                                                                 | Amichevole                                                             | -                                                                      |                                                                        |
| 29-3-2003                                                              | Blantyre                                                               | Malawi                                                                 | 0 – 1                                                                  | Nigeria                                                                | Qual. Coppa d'Africa 2004                                              | -                                                                      |                                                                        |
| 7-6-2003                                                               | Ibadan                                                                 | Nigeria                                                                | 4 – 1                                                                  | Malawi                                                                 | Qual. Coppa d'Africa 2004                                              | -1                                                                     |                                                                        |
| 11-6-2003                                                              | Abeokuta                                                               | Nigeria                                                                | 0 – 3                                                                  | Brasile                                                                | Amichevole                                                             | -3                                                                     |                                                                        |
| 26-7-2003                                                              | Lagos                                                                  | Nigeria                                                                | 1 – 0                                                                  | Venezuela                                                              | Amichevole                                                             | -                                                                      |                                                                        |
| 27-1-2004                                                              | Monastir                                                               | Nigeria                                                                | 0 – 1                                                                  | Marocco                                                                | Coppa d'Africa 2004 - 1º turno                                         | -1                                                                     |                                                                        |
| 31-1-2004                                                              | Monastir                                                               | Nigeria                                                                | 4 – 0                                                                  | Sudafrica                                                              | Coppa d'Africa 2004 - 1º turno                                         | -                                                                      |                                                                        |
| 4-2-2004                                                               | Sfax                                                                   | Nigeria                                                                | 2 – 1                                                                  | Benin                                                                  | Coppa d'Africa 2004 - 1º turno                                         | -1                                                                     |                                                                        |
| 8-2-2004                                                               | Monastir                                                               | Camerun                                                                | 1 – 2                                                                  | Nigeria                                                                | Coppa d'Africa 2004 - Quarti di finale                                 | -1                                                                     |                                                                        |
| 11-2-2004                                                              | Radès                                                                  | Tunisia                                                                | 1 – 1 dts (5 – 3 dtr)                                                  | Nigeria                                                                | Coppa d'Africa 2004 - Semifinale                                       | -1                                                                     |                                                                        |
| 13-2-2004                                                              | Monastir                                                               | Nigeria                                                                | 2 – 1                                                                  | Mali                                                                   | Coppa d'Africa 2004 - Finale 3º posto                                  | -1                                                                     |                                                                        |
| 5-6-2004                                                               | Abuja                                                                  | Nigeria                                                                | 2 – 0                                                                  | Ruanda                                                                 | Qual. Mondiali 2006                                                    | -                                                                      |                                                                        |
| 20-6-2004                                                              | Luanda                                                                 | Angola                                                                 | 1 – 0                                                                  | Nigeria                                                                | Qual. Mondiali 2006                                                    | -1                                                                     |                                                                        |
| 3-7-2004                                                               | Abuja                                                                  | Nigeria                                                                | 1 – 0                                                                  | Algeria                                                                | Qual. Mondiali 2006                                                    | -                                                                      |                                                                        |
| 5-9-2004                                                               | Harare                                                                 | Zimbabwe                                                               | 0 – 3                                                                  | Nigeria                                                                | Qual. Mondiali 2006                                                    | -                                                                      |                                                                        |
| 6-10-2004                                                              | Libreville                                                             | Gabon                                                                  | 1 – 1                                                                  | Nigeria                                                                | Qual. Mondiali 2006                                                    | -1                                                                     |                                                                        |
| 26-3-2005                                                              | Port Harcourt                                                          | Nigeria                                                                | 2 – 0                                                                  | Gabon                                                                  | Qual. Mondiali 2006                                                    | -                                                                      |                                                                        |
| 5-6-2005                                                               | Kigali                                                                 | Ruanda                                                                 | 1 – 1                                                                  | Nigeria                                                                | Qual. Mondiali 2006                                                    | -1                                                                     |                                                                        |
| 18-6-2005                                                              | Kano                                                                   | Nigeria                                                                | 1 – 1                                                                  | Angola                                                                 | Qual. Mondiali 2006                                                    | -1                                                                     |                                                                        |
| 4-9-2005                                                               | Orano                                                                  | Algeria                                                                | 2 – 5                                                                  | Nigeria                                                                | Qual. Mondiali 2006                                                    | -2                                                                     |                                                                        |
| 8-10-2005                                                              | Abuja                                                                  | Nigeria                                                                | 5 – 1                                                                  | Zimbabwe                                                               | Qual. Mondiali 2006                                                    | -1                                                                     |                                                                        |
| 23-1-2006                                                              | Porto Said                                                             | Nigeria                                                                | 1 – 0                                                                  | Ghana                                                                  | Coppa d'Africa 2006 - 1º turno                                         | -                                                                      |                                                                        |
| 27-1-2006                                                              | Porto Said                                                             | Nigeria                                                                | 3 – 0                                                                  | Zimbabwe                                                               | Coppa d'Africa 2006 - 1º turno                                         | -                                                                      |                                                                        |
| 31-1-2006                                                              | Porto Said                                                             | Nigeria                                                                | 2 – 1                                                                  | Senegal                                                                | Coppa d'Africa 2006 - 1º turno                                         | -1                                                                     |                                                                        |
| 4-2-2006                                                               | Porto Said                                                             | Nigeria                                                                | 1 – 1 dts (6 – 5 dtr)                                                  | Tunisia                                                                | Coppa d'Africa 2006 - Quarti di finale                                 | -1                                                                     |                                                                        |
| 7-2-2006                                                               | Alessandria d'Egitto                                                   | Nigeria                                                                | 0 – 1                                                                  | Costa d'Avorio                                                         | Coppa d'Africa 2006 - Semifinale                                       | -1                                                                     |                                                                        |
| 9-2-2006                                                               | Il Cairo                                                               | Senegal                                                                | 0 – 1                                                                  | Nigeria                                                                | Coppa d'Africa 2006 - Finale 3º posto                                  | -                                                                      |                                                                        |
| 2-9-2006                                                               | Monrovia                                                               | Liberia                                                                | 0 – 2                                                                  | Nigeria                                                                | Amichevole                                                             | -                                                                      |                                                                        |
| 8-10-2006                                                              | Lomé                                                                   | Togo                                                                   | 0 – 1                                                                  | Nigeria                                                                | Amichevole                                                             | -                                                                      |                                                                        |
| 6-2-2007                                                               | Brentford                                                              | Ghana                                                                  | 4 – 1                                                                  | Nigeria                                                                | Amichevole                                                             | -4                                                                     |                                                                        |
| 1-6-2007                                                               | Abuja                                                                  | Nigeria                                                                | 2 – 0                                                                  | Sudafrica                                                              | Qual. Mondiali 2010                                                    | -                                                                      |                                                                        |
| 7-6-2007                                                               | Freetown                                                               | Sierra Leone                                                           | 0 – 1                                                                  | Nigeria                                                                | Qual. Mondiali 2010                                                    | -                                                                      |                                                                        |
| 15-7-2007                                                              | Malabo                                                                 | Guinea Equatoriale                                                     | 0 – 1                                                                  | Nigeria                                                                | Qual. Mondiali 2010                                                    | -                                                                      |                                                                        |
| 21-7-2007                                                              | Lagos                                                                  | Nigeria                                                                | 2 – 0                                                                  | Guinea Equatoriale                                                     | Qual. Mondiali 2010                                                    | -                                                                      |                                                                        |
| 28-3-2008                                                              | Maputo                                                                 | Mozambico                                                              | 0 – 0                                                                  | Nigeria                                                                | Qual. Mondiali 2010                                                    | -                                                                      |                                                                        |
| 2-6-2009                                                               | Saint-Étienne                                                          | Francia                                                                | 0 – 1                                                                  | Nigeria                                                                | Amichevole                                                             | -                                                                      |                                                                        |
| 7-6-2009                                                               | Abuja                                                                  | Nigeria                                                                | 3 – 0                                                                  | Kenya                                                                  | Qual. Mondiali 2010                                                    | -                                                                      |                                                                        |
| 20-6-2009                                                              | Radès                                                                  | Tunisia                                                                | 0 – 0                                                                  | Nigeria                                                                | Qual. Mondiali 2010                                                    | -                                                                      |                                                                        |
| 6-9-2009                                                               | Lagos                                                                  | Nigeria                                                                | 2 – 2                                                                  | Tunisia                                                                | Qual. Mondiali 2010                                                    | -2                                                                     |                                                                        |
| 11-10-2009                                                             | Abuja                                                                  | Nigeria                                                                | 1 – 0                                                                  | Mozambico                                                              | Qual. Mondiali 2010                                                    | -                                                                      |                                                                        |
| 14-11-2009                                                             | Nairobi                                                                | Kenya                                                                  | 2 – 3                                                                  | Nigeria                                                                | Qual. Mondiali 2010                                                    | -2                                                                     |                                                                        |
| 12-1-2010                                                              | Benguela                                                               | Egitto                                                                 | 3 – 1                                                                  | Nigeria                                                                | Coppa d'Africa 2010 - 1º turno                                         | -3                                                                     |                                                                        |
| 16-1-2010                                                              | Benguela                                                               | Nigeria                                                                | 1 – 0                                                                  | Benin                                                                  | Coppa d'Africa 2010 - 1º turno                                         | -                                                                      |                                                                        |
| 20-1-2010                                                              | Lubango                                                                | Nigeria                                                                | 3 – 0                                                                  | Mozambico                                                              | Coppa d'Africa 2010 - 1º turno                                         | -                                                                      |                                                                        |
| 25-1-2010                                                              | Lubango                                                                | Zambia                                                                 | 0 – 0 dts (4 – 5 dtr)                                                  | Nigeria                                                                | Coppa d'Africa 2010 - Quarti di finale                                 | -                                                                      |                                                                        |
| 28-1-2010                                                              | Luanda                                                                 | Ghana                                                                  | 1 – 0                                                                  | Nigeria                                                                | Coppa d'Africa 2010 - Semifinale                                       | -1                                                                     |                                                                        |
| 30-1-2010                                                              | Benguela                                                               | Nigeria                                                                | 1 – 0                                                                  | Algeria                                                                | Coppa d'Africa 2010 - Finale 3º posto                                  | -                                                                      |                                                                        |
| 30-5-2010                                                              | Barranquilla                                                           | Colombia                                                               | 1 – 1                                                                  | Nigeria                                                                | Amichevole                                                             | -1                                                                     |                                                                        |
| 6-6-2010                                                               | San Diego                                                              | Corea del Nord                                                         | 1 – 3                                                                  | Nigeria                                                                | Amichevole                                                             | -1                                                                     |                                                                        |
| 12-6-2010                                                              | Johannesburg                                                           | Argentina                                                              | 1 – 0                                                                  | Nigeria                                                                | Mondiali 2010 - 1º turno                                               | -1                                                                     |                                                                        |
| 17-6-2010                                                              | Bloemfontein                                                           | Nigeria                                                                | 1 – 2                                                                  | Grecia                                                                 | Mondiali 2010 - 1º turno                                               | -2                                                                     |                                                                        |
| 22-6-2010                                                              | Durban                                                                 | Corea del Sud                                                          | 2 – 2                                                                  | Nigeria                                                                | Mondiali 2010 - 1º turno                                               | -2                                                                     |                                                                        |
| 5-9-2010                                                               | Calabar                                                                | Nigeria                                                                | 2 – 0                                                                  | Madagascar                                                             | Qual. Coppa d'Africa 2012                                              | -                                                                      |                                                                        |
| 10-10-2010                                                             | Conakry                                                                | Guinea                                                                 | 1 – 0                                                                  | Nigeria                                                                | Qual. Coppa d'Africa 2012                                              | -1                                                                     |                                                                        |
| 29-3-2011                                                              | Abuja                                                                  | Nigeria                                                                | 3 – 0                                                                  | Kenya                                                                  | Amichevole                                                             | -                                                                      |                                                                        |
| 1-6-2011                                                               | Lagos                                                                  | Nigeria                                                                | 4 – 1                                                                  | Argentina                                                              | Amichevole                                                             | -1                                                                     |                                                                        |
| 5-6-2011                                                               | Addis Abeba                                                            | Etiopia                                                                | 2 – 2                                                                  | Nigeria                                                                | Qual. Coppa d'Africa 2012                                              | -2                                                                     |                                                                        |
| 12-11-2011                                                             | Gaborone                                                               | Botswana                                                               | 0 – 0                                                                  | Nigeria                                                                | Amichevole                                                             | -                                                                      |                                                                        |
| 15-11-2011                                                             | Kaduna                                                                 | Nigeria                                                                | 2 – 0                                                                  | Zambia                                                                 | Amichevole                                                             | -                                                                      |                                                                        |
| 29-2-2012                                                              | Kigali                                                                 | Ruanda                                                                 | 0 – 0                                                                  | Nigeria                                                                | Qual. Coppa d'Africa 2013                                              | -                                                                      |                                                                        |
| 3-6-2012                                                               | Calabar                                                                | Nigeria                                                                | 1 – 0                                                                  | Namibia                                                                | Qual. Mondiali 2014                                                    | -                                                                      |                                                                        |
| 9-6-2012                                                               | Blantyre                                                               | Malawi                                                                 | 1 – 1                                                                  | Nigeria                                                                | Qual. Mondiali 2014                                                    | -1                                                                     |                                                                        |
| 16-6-2012                                                              | Calabar                                                                | Nigeria                                                                | 2 – 0                                                                  | Ruanda                                                                 | Qual. Coppa d'Africa 2013                                              | -                                                                      |                                                                        |
| 8-9-2012                                                               | Paynesville                                                            | Liberia                                                                | 2 – 2                                                                  | Nigeria                                                                | Qual. Coppa d'Africa 2013                                              | -2                                                                     |                                                                        |
| 13-10-2012                                                             | Lagos                                                                  | Nigeria                                                                | 6 – 1                                                                  | Liberia                                                                | Qual. Coppa d'Africa 2013                                              | -1                                                                     |                                                                        |
| 9-1-2013                                                               | Aveiro                                                                 | Capo Verde                                                             | 0 – 0                                                                  | Nigeria                                                                | Amichevole                                                             | -                                                                      |                                                                        |
| 21-1-2013                                                              | Nelspruit                                                              | Nigeria                                                                | 1 – 1                                                                  | Burkina Faso                                                           | Coppa d'Africa 2013 - 1º turno                                         | -1                                                                     |                                                                        |
| 25-1-2013                                                              | Nelspruit                                                              | Zambia                                                                 | 1 – 1                                                                  | Nigeria                                                                | Coppa d'Africa 2013 - 1º turno                                         | -1                                                                     |                                                                        |
| 29-1-2013                                                              | Rustenburg                                                             | Etiopia                                                                | 0 – 2                                                                  | Nigeria                                                                | Coppa d'Africa 2013 - 1º turno                                         | -                                                                      |                                                                        |
| 3-2-2013                                                               | Rustenburg                                                             | Costa d'Avorio                                                         | 1 – 2                                                                  | Nigeria                                                                | Coppa d'Africa 2013 - Quarti di finale                                 | -1                                                                     |                                                                        |
| 6-2-2013                                                               | Durban                                                                 | Nigeria                                                                | 4 – 1                                                                  | Mali                                                                   | Coppa d'Africa 2013 - Semifinale                                       | -1                                                                     |                                                                        |
| 10-2-2013                                                              | Johannesburg                                                           | Nigeria                                                                | 1 – 0                                                                  | Burkina Faso                                                           | Coppa d'Africa 2013 - Finale                                           | -                                                                      |                                                                        |
| 23-3-2013                                                              | Calabar                                                                | Nigeria                                                                | 1 – 1                                                                  | Kenya                                                                  | Qual. Mondiali 2014                                                    | -1                                                                     |                                                                        |
| 31-5-2013                                                              | Monterrey                                                              | Messico                                                                | 2 – 2                                                                  | Nigeria                                                                | Amichevole                                                             | -2                                                                     |                                                                        |
| 5-6-2013                                                               | Nairobi                                                                | Kenya                                                                  | 0 – 1                                                                  | Nigeria                                                                | Qual. Mondiali 2014                                                    | -                                                                      |                                                                        |
| 12-6-2013                                                              | Windhoek                                                               | Namibia                                                                | 1 – 1                                                                  | Nigeria                                                                | Qual. Mondiali 2014                                                    | -1                                                                     |                                                                        |
| 17-6-2013                                                              | Belo Horizonte                                                         | Nigeria                                                                | 6 – 1                                                                  | Tahiti                                                                 | Conf. Cup 2013 - 1º turno                                              | -1                                                                     |                                                                        |
| 20-6-2013                                                              | Salvador                                                               | Uruguay                                                                | 2 – 1                                                                  | Nigeria                                                                | Conf. Cup 2013 - 1º turno                                              | -2                                                                     |                                                                        |
| 23-6-2013                                                              | Fortaleza                                                              | Spagna                                                                 | 3 – 0                                                                  | Nigeria                                                                | Conf. Cup 2013 - 1º turno                                              | -3                                                                     |                                                                        |
| 7-9-2013                                                               | Calabar                                                                | Nigeria                                                                | 2 – 0                                                                  | Malawi                                                                 | Qual. Mondiali 2014                                                    | -                                                                      |                                                                        |
| 13-10-2013                                                             | Addis Abeba                                                            | Etiopia                                                                | 1 – 2                                                                  | Nigeria                                                                | Qual. Mondiali 2014                                                    | -1                                                                     |                                                                        |
| 16-11-2013                                                             | Calabar                                                                | Nigeria                                                                | 2 – 0                                                                  | Etiopia                                                                | Qual. Mondiali 2014                                                    | -                                                                      |                                                                        |
| 18-11-2013                                                             | Londra                                                                 | Italia                                                                 | 2 – 2                                                                  | Nigeria                                                                | Amichevole                                                             | -2                                                                     |                                                                        |
| 5-3-2014                                                               | Atlanta                                                                | Messico                                                                | 0 – 0                                                                  | Nigeria                                                                | Amichevole                                                             | -                                                                      |                                                                        |
| 3-6-2014                                                               | Chester                                                                | Grecia                                                                 | 0 – 0                                                                  | Nigeria                                                                | Amichevole                                                             | -                                                                      |                                                                        |
| 7-6-2014                                                               | Jacksonville                                                           | Stati Uniti                                                            | 2 – 1                                                                  | Nigeria                                                                | Amichevole                                                             | -2                                                                     |                                                                        |
| 13-6-2014                                                              | Curitiba                                                               | Nigeria                                                                | 0 – 0                                                                  | Iran                                                                   | Mondiali 2014 - 1º turno                                               | -                                                                      |                                                                        |
| 21-6-2014                                                              | Cuiabá                                                                 | Bosnia ed Erzegovina                                                   | 0 – 1                                                                  | Nigeria                                                                | Mondiali 2014 - 1º turno                                               | -                                                                      |                                                                        |
| 25-6-2014                                                              | Porto Alegre                                                           | Argentina                                                              | 3 – 2                                                                  | Nigeria                                                                | Mondiali 2014 - 1º turno                                               | -3                                                                     |                                                                        |
| 30-6-2014                                                              | Brasilia                                                               | Nigeria                                                                | 0 – 2                                                                  | Francia                                                                | Mondiali 2014 - Ottavi di finale                                       | -2                                                                     |                                                                        |
| 11-10-2015                                                             | Khartum                                                                | Sudan                                                                  | 1 – 0                                                                  | Nigeria                                                                | Qual. Coppa d'Africa 2017                                              | -                                                                      |                                                                        |
| 15-10-2015                                                             | Abuja                                                                  | Nigeria                                                                | 3 – 1                                                                  | Sudan                                                                  | Qual. Coppa d'Africa 2017                                              | -1                                                                     |                                                                        |
| 15-11-2015                                                             | Pointe-Noire                                                           | RD del Congo                                                           | 0 – 2                                                                  | Nigeria                                                                | Qual. Coppa d'Africa 2017                                              | -                                                                      |                                                                        |
| 19-11-2015                                                             | Johannesburg                                                           | Sudafrica                                                              | 2 – 2                                                                  | Nigeria                                                                | Qual. Coppa d'Africa 2017                                              | -2                                                                     |                                                                        |
| 25-3-2016                                                              | Uyo                                                                    | Nigeria                                                                | 0 – 1                                                                  | Uganda                                                                 | Amichevole                                                             | -                                                                      |                                                                        |
| 13-6-2016                                                              | Kaduna                                                                 | Nigeria                                                                | 2 – 0                                                                  | Ciad                                                                   | Qual. Coppa d'Africa 2017                                              | -                                                                      |                                                                        |
| Totale                                                                 |                                                                        | Presenze (2º posto)                                                    | 101                                                                    |                                                                        | Reti                                                                   | -74                                                                    |                                                                        |

## Palmarès

### Club

#### Competizioni nazionali
- Campionato nigeriano: 3

Enyimba: 2001, 2002, 2003
- Campionato israeliano: 2

Hapoel Tel Aviv: 2009-2010
Maccabi Tel Aviv: 2012-2013
- Coppa d'Israele: 2

Hapoel Tel Aviv: 2009-2010, 2010-2011

#### Competizioni internazionali
- CAF Champions League: 2

Enyimba: 2003, 2004

### Nazionale
- Coppa d'Africa: 1

Sudafrica 2013

### Individuale
- Squadra maschile CAF del decennio 2011-2020 IFFHS: 1

2020